# Entoloma captiosum
Entoloma captiosum är en svampart som beskrevs av E. Horak 2008. Entoloma captiosum ingår i släktet Entoloma och familjen Entolomataceae.   Inga underarter finns listade i Catalogue of Life.